# رادیا یروشینا
رادیا یروشینا (روسی: Радья Николаевна Ерошина؛ ۱۷ سپتامبر ۱۹۳۰ – ۲۳ سپتامبر ۲۰۱۲) اسکی‌باز صحرانوردی اهل اتحاد جماهیر شوروی سوسیالیستی بود.